# 392 (numero)
Trecentonovantadue (392) è il numero naturale dopo il 391 e prima del 393.

## Proprietà matematiche
- È un numero pari.
- È un numero composto.
- È un numero abbondante.
- È un numero felice.
- È un numero potente.
- È un numero di Harshad (in base 10), cioè è divisibile per la somma delle sue cifre.
- È un numero palindromo nel sistema di numerazione posizionale a base 13 (242).
- È un numero pratico.
- È parte delle terne pitagoriche (231, 392, 455), (294, 392, 490), (392, 630, 742), (392, 735, 833), (392, 1344, 1400), (392, 2385, 2417), (392, 2730, 2758), (392, 4794, 4810), (392, 5481, 5495), (392, 9600, 9608), (392, 19206, 19210), (392, 38415, 38417).

## Astronomia
- 392P/LINEAR è una cometa periodica del sistema solare.
- 392 Wilhelmina è un asteroide della fascia principale del sistema solare.
- NGC 392 è una galassia lenticolare della costellazione dei Pesci.

## Astronautica
- Cosmos 392 è un satellite artificiale russo.